# Земля Вільчека
Земля Вільчека (рос. Земля Вильчека) — острів у Північному Льодовитому океані, другий за розмірами острів архіпелагу Земля Франца-Йосифа. Названий на честь Ганса Вільчека, що фінансував австрійську експедицію Карла Вейпрехта і Юліуса Пайєра, що відкрила острів у 1873 році.

## Географія
Розташований в східній частині архіпелагу. Відокремлений від західної групи островів Австрійською протокою, та від північно-східного острова Греем-Белл, протокою Моргана. Поверхнею острова є плоскогір'я з відносними висотами 400—600 метри яке майже повністю покрите льодовиком. Площа острова — близько 2,203 км², найвища точка — 606 м.

## Довколишні малі острови
На відстані 9 км на південь від бухти Персей лежить острів Клагенфурт, названий на честь австрійського міста Клагенфурт. Недалеко від східного узбережжя розташовані острови Горбунова, названі на честь російського натураліста Григорія Петровича Горбунова.
За 1,5 км на південний схід лежать чотири невеликі острови:
- Дерев'яний
- Дауес
- Мак-Культа
- Тілло

## Клімат
Клімат суворий, арктичний. Загалом, в середньому, на рік реєструється тільки 18 днів з температурою вище 0 °C. Середньорічна температура повітря становить −12 °C, максимальна зареєстрована температура +12 °C, мінімальна −42 °C. Середньорічна кількість опадів — 280 мм.
| Клімат Землі Вільчека    | Клімат Землі Вільчека | Клімат Землі Вільчека | Клімат Землі Вільчека | Клімат Землі Вільчека | Клімат Землі Вільчека | Клімат Землі Вільчека | Клімат Землі Вільчека | Клімат Землі Вільчека | Клімат Землі Вільчека | Клімат Землі Вільчека | Клімат Землі Вільчека | Клімат Землі Вільчека | Клімат Землі Вільчека |
| Показник                 | Січ.                  | Лют.                  | Бер.                  | Квіт.                 | Трав.                 | Черв.                 | Лип.                  | Серп.                 | Вер.                  | Жовт.                 | Лист.                 | Груд.                 | Рік                   |
| Абсолютний максимум, °C  | 0                     | 0                     | 1                     | 0                     | 2                     | 8                     | 12                    | 11                    | 10                    | 3                     | 1                     | 1                     | 12                    |
| Середня температура, °C  | −22                   | −23                   | −23                   | −18                   | −8                    | −1                    | 1                     | 0                     | −3                    | −11                   | −18                   | −22                   | −12                   |
| Абсолютний мінімум, °C   | −41                   | −42                   | −42                   | −37                   | −22                   | −11                   | −3                    | −7                    | −22                   | −31                   | −37                   | −39                   | −42                   |
| Норма опадів, мм         | 30                    | 30                    | 20                    | 10                    | 20                    | 10                    | 20                    | 20                    | 30                    | 20                    | 40                    | 30                    | 280                   |
| ------------------------ | --------------------- | --------------------- | --------------------- | --------------------- | --------------------- | --------------------- | --------------------- | --------------------- | --------------------- | --------------------- | --------------------- | --------------------- | --------------------- |
| Джерело: weatherbase.com |                       |                       |                       |                       |                       |                       |                       |                       |                       |                       |                       |                       |                       |